# 이스라엘 인문과학 아카데미

이스라엘 인문과학 아카데미(히브리어: האקדמיה הלאומית הישראלית למדעים)은 이스라엘 예루살렘에 본사를 둔 단체이다. 1961년 설립되었다.